# San Pablo de la Moraleja
San Pablo de la Moraleja is een gemeente in de Spaanse provincie Valladolid in de regio Castilië en León met een oppervlakte van 24,87 km². San Pablo de la Moraleja telt 121 inwoners (1 januari 2016).

## Demografische ontwikkeling
Bron: INE, 1857-2011: volkstellingen
Opm.: In 1857 werd de gemeente Honquilana aangehecht